# Stanisław Pilat

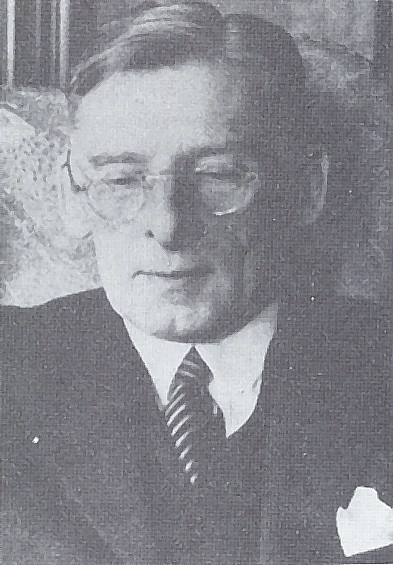
Stanislaw Pilat

Stanisław Pilat (* 25. Januar 1881 in Lemberg; † 3. Juli oder  4. Juli 1941 bei Lemberg) war ein polnischer Chemiker (Petrochemie).

## Leben
Pilat war der Sohn des Professors für Verwaltungsrecht in Lemberg und Rektors der Universität Tadeusz Pilat. Pilat studierte Chemie an der TH Berlin-Charlottenburg und den Universitäten von Würzburg und Leipzig. 1904 wurde er in Leipzig promoviert. Danach ging er in die Erdölindustrie zuerst in Boryslaw und in der Raffinerie in Pardubice. 1908/09 war er am Bau einer Erdölraffinerie in Ploiești für die deutsche Firma Vega beteiligt. 1909 wurde er Direktor der Mineralölfabrik in Drohobytsch. Daneben arbeitete er als technischer Berater, so 1912 für eine Raffinerie in Mexiko und entwickelte neuartige Destillationsanlagen für Raffinerien. 1923 wurde er Direktor des Erdölkonzerns Dabrowa und 1924 Professor für Erdöltechnologie am Polytechnikum in Lemberg, leitete daneben aber bis 1926 die staatliche Mineralölfirma Polmin. Er arbeitete für die Ukrainische Akademie der Wissenschaften und das Institut für Erdöltechnik in Moskau. Auch während der sowjetischen Besatzung von Lemberg setzte er seine wissenschaftliche Tätigkeit fort.
Stanisław Pilat wurde Opfer der Lemberger Professorenmorde.

## Werk
Pilat analysierte die Zusammensetzung von Erdöl, entwickelte eine Methode der Ruß-Erzeugung aus Erdgas, die auch in Rumänien technisch umgesetzt wurde, entwickelte den Pilat-Prozess (Entfernung von Paraffin-Wachs aus Öl durch Mischung mit zweiter Flüssigkeit, US-Patent von 1938) und suchte Verwendungsmöglichkeiten für Raffinerieabfälle in Form von Sulfonsäuren (als Reinigungs- und Konservierungsmittel). Er untersuchte die Eigenschaften von Schmierstoffen in Abhängigkeit von der chemischen Struktur und Methoden der Erhöhung der Oktanzahl von Benzin und der Erzeugung von synthetischem Benzin aus katalytischer Dehydrierung von Methan zu Olefinen und anschließender Polymerisierung.

## Ehrungen und Auszeichnungen
1936 erhielt er das Komturkreuz des Ordens Polonia Restituta.